# A The Gifted – Kiválasztottak epizódjainak listája
Ez a lap a The Gifted – Kiválasztottak című televíziós sorozat epizódjainak listáját tartalmazza.

## Évados áttekintés
| Évad | Évad | Részek száma | Részek száma | Eredeti sugárzás     | Eredeti sugárzás  | Eredeti adó | Magyar sugárzás   | Magyar sugárzás  | Magyar adó |
| Évad | Évad | Részek száma | Részek száma | Évadbemutató         | Évadzáró          | Eredeti adó | Évadbemutató      | Évadzáró         | Magyar adó |
| ---- | ---- | ------------ | ------------ | -------------------- | ----------------- | ----------- | ----------------- | ---------------- | ---------- |
|      | 1.   | 13           | 13           | 2017. október 2.     | 2018. január 15.  | Fox         | 2017. október 24. | 2018. január 16. | Fox        |
|      | 2.   | 16           | 16           | 2018. szeptember 25. | 2019. február 26. | Fox         | 2020. október 1.  | 2020. október 1. | FOX+       |

## Epizódok

### Első évad (2017-2018)
| Sor. | Év. | Cím                             | Rendező          | Író                             | Premier                               | Nézettség        | Gyártási szám |
| --- | --- | ------------------------------- | ---------------- | ------------------------------- | ------------------------------------- | ---------------- | ------------- |
| 1. | 1.  | Leleplezés (eXposed)            | Bryan Singer     | Matt Nix                        | 2017. október 2. 2017. október 24.    | 4,90 millió n.a. | 101           |
| Atlantában Clarice Fong teleportáló képességeinek segítségével megszökik a börtönből, és egy mutáns alvilági szervezet tagjai mentik meg a rendőrségtől, amelynek célja az üldözött mutánsok védelme a kormánytól. Ezalatt Lorna Dane-t elfogja a rendőrség, és később Reed Strucker kerületi ügyész arra kéri, hogy működjön együtt vele, cserébe a büntetés csökkentéséért. Reed gyermekei, Lauren és Andy aznap este egy iskolai bálba mennek, ahol Andyt megtámadja egy csapat bántalmazó. A stressz hatására Andy mutáns képességei megnyilvánulnak, és telekinetikusan nagy károkat okoz az iskolában. Lauren segít neki elmenekülni, felfedve, hogy ő is mutáns, és képes erőtereket kivetíteni. A páros és szüleik a Őrszem Szolgálat, egy mutánsellenes ügynökség megérkezése miatt azonnal bujkálni kényszerülnek. Reed meggyőzi az alvilág egyik tagját, Marcos Diazt, hogy segítsen nekik a Lornáról szóló információkért cserébe, de a találkozójukra Őrszem-ügynökök is megérkeznek, akiket Jace Turner vezet. Clarice-nak sikerül mindenkit biztonságba teleportálnia, kivéve Reedet, akit az Őrszem foglyul ejt.                                                                                        |     |                                 |                  |                                 |                                       |                  |               |
| 2. | 2.  | Átjárók (rX)                    | Len Wiseman      | Matt Nix                        | 2017. október 9. 2017. október 31.    | 3,79 millió n.a. | 102           |
| Clarice eszméletét veszti az erőfeszítéstől, hogy teleportálja a csoportot vissza az alvilági rejtekhelyre, és elveszti az irányítást képességei felett. Portálok kezdenek megnyílni egy ismeretlen útra, balesetet okozva, amelyről a rendőrség tudomást szerez. Caitlin, egy ápolónő felajánlja, hogy olyan gyógyszer után kutat, amely segíthet Clarice-on, és Marcosszal együtt elrohan egy közeli kórházba, ahol még mindig kezelnek mutánsokat, ahol egy régi sérülést felhasználva jutnak hozzá a gyógyszerhez. A börtönben Lorna nyakára egy nyakörvet helyeznek, amely áramütést okoz, valahányszor megpróbálja használni a képességeit. Lornát a többi rab diszkriminációval és támadásokkal szembesíti, és amikor a nyakörv okozta fájdalmat legyőzve visszavág, magánzárkába kerül. Reedet Jace hallgatja ki, aki különböző módszerekkel próbálja elérni Reed együttműködését, többek között Reed édesanyját, Ellent is kihallgatja. Caitlin és Marcos időben visszatérnek, hogy segítsenek Clarice-nak, mielőtt a portáljai komoly károkat okoznak, és a földalattiak evakuálásra kényszerülnek. Reed beleegyezik, hogy a családja szabadságáért cserébe átadja Jace-nek a földalatti helyét.              |     |                                 |                  |                                 |                                       |                  |               |
| 3. | 3.  | Csali (eXodus)                  | Scott Peters     | Rashad Raisani                  | 2017. október 16. 2017. november 7.   | 3,46 millió n.a. | 103           |
| Reed, akit Jace követ, találkozik egy mutánssal, akiről tudja, hogy Marcosnak dolgozik, és beleegyezik, hogy Reedet a földalattiba csempészi, de Reed úgy dönt, hogy nem akarja veszélybe sodorni a mutánsokat, és visszatér Turnerhez. Clarice John Proudstarral kezd el dolgozni, hogy irányítsa a képességeit, de az érzelmei miatt nincs senki, akivel igazán törődhetne. Caitlin megpróbál segíteni a földalattiaknak, ezért titokban elindul, és megkeresi a bátyját, Danielt, akinek szerinte "kapcsolatai" vannak, és a gyerekei is elkísérik. Daniel nem hajlandó segíteni, és amikor híre megy, hogy ott vannak, Struckerék szembekerülnek a helyiekkel, akik biztonságban akarják tartani a környéküket. Marcos és John segítségével menekülnek el a házból. Clarice portált hoz létre, hogy a csoport visszatérhessen a föld alá, de ezt csak a mutáns Szépséges Álmodó által beültetett, John iránti erős érzésekkel tudja megtenni. Jace visszautasítja Roderick Campbell tudós segítségét, aki érdeklődik a Strucker gyerekek iránt. |     |                                 |                  |                                 |                                       |                  |               |
| 4. | 4.  | Konvoj (eXit strategy)          | Karen Gaviola    | Meredith Lavender , Marcie Ulin | 2017. október 23. 2017. november 14.  | 3,36 millió n.a. | 104           |
| Két évvel ezelőtt a földalattiak segítettek több mutánsnak megszökni egy Őrszem Szolgálat "áttelepítési központból", de John legjobb barátját, Hullámot – aki képes rövidre zárni az elektromos áramköröket és más mutánsok képességeit – állítólag megölték. Most az alvilág azt tervezi, hogy megmenti Reedet és Lornát az Őrszem Szolgálattól, mielőtt egy hasonló központba szállítják őket, ahonnan a rabok nem térnek vissza. Marcos a kartelltől, amelynek korábban dolgozott, és amelyet most egykori barátnője, Carmen Guerra vezet, kap információt az útvonalról, ahová elviszik őket. A nő arra kényszeríti, hogy az információkért cserébe a képességeivel kínozzon meg valakit a kedvéért. Az alvilág megtámadja a Reedet és Lornát szállító konvojt, Andy és Lauren pedig a képességeiket egyesítve megállítja a járműveket. Mindannyian elveszítik a képességeiket, amikor Hullám megjelenik, élve és az Őrszem Szolgálatnak dolgozva. John eszméletlenre veri Hullámot, Lorna kiszabadítja magát és Reedet, és mindannyian elmenekülnek. Közben Clarice továbbra is emlékszik a John iránti érzéseire, de a férfi közli vele, hogy soha nem voltak együtt.                                             |     |                                 |                  |                                 |                                       |                  |               |
| 5. | 5.  | Elterelés (boXed in)            | Jeremiah Chechik | Jim Campolongo                  | 2017. október 30. 2017. november 21.  | 3,43 millió n.a. | 105           |
| John visszaviszi Struckeréket az alvilágba, ahol egy Fade nevű mutáns felismeri Reedet, aki Jace-szel dolgozott; az alvilág sok tagjának nem tetszik, hogy Reed csatlakozik hozzájuk. Hogy bizonyítsa hűségét, Reed azt javasolja, hogy használja magát csalinak, hogy elcsalja az Őrszem Szolgálat ügynököket. John megbízza Fade-et, hogy segítsen Reednek, és sikerrel járnak. Eközben Caitlinnek, Laurennek és Andynek sikerül megmenteniük egy sérült mutáns, Trader életét. Miután elnyerték az alvilág bizalmát, Struckerék úgy döntenek, hogy maradnak és velük harcolnak. Marcos és Lorna megtámadnak egy Őrszem Szolgálat blokádot, és elfogják Jace-t. Álmodó és Clarice csatlakozik hozzájuk, amikor az Őrszem Szolgálat körülveszi őket. Álmodó elkezdi átkutatni Jace emlékeit információk után kutatva, és megtudja, hogy milyen program alakította át Hullámot Őrszem Szolgálat-ügynökké. Nem tudja befejezni, mielőtt menekülniük kell, Jace pedig abban a hitben marad, hogy a lánya még mindig életben van, annak ellenére, hogy négy évvel korábban egy mutáns tüntetésen meghalt. Clarice később szembesíti Álmodót az emlékei megváltoztatásával.                                                 |     |                                 |                  |                                 |                                       |                  |               |
| 6. | 6.  | Lépéselőny (got your siX)       | Craig Siebels    | Melinda Hsu Taylor              | 2017. november 6. 2017. november 28.  | 3,17 millió n.a. | 106           |
| Clarice szembesíti Johnt azzal, hogy nem mondta el neki, mit tett Álmodó az emlékeivel, és úgy dönt, hogy elhagyja a földalatti épületet. A csoport azt tervezi, hogy Clarice segítsége nélkül megtámadnak egy szövetségi létesítményt, ahová Hullámot vitték; Reed, Marcos és Andy elmennek, hogy betörjenek és információkat lopjanak a mutánsokról, akik most az Őrszem dolgoznak. John aggódik, hogy ezek a mutánsok döntő tényezői lehetnek egy olyan háborúnak, amelyről az X-Men úgy hitte, hogy közeleg (Johnt bízták meg a földalatti vezetésével, mielőtt eltűntek). Reedet aggasztják Andy képességei, és az, hogy Andy élvezi, hogy a saját hasznára használja őket, és megpróbálja újra elnyerni Andy bizalmát. Miután ellopják az információkat, a triót a rendőrség követi egy Őrszem Szolgálat-csapdába. Lorna magával viszi Laurent és egy másik fiatal mutánst, a vizuális illuzionista Wes-t, hogy segítsen nekik. Eközben Jace kötelező szabadságot kap újjászületett bánata miatt, de ezt figyelmen kívül hagyja, és helyette új partnerséget kezd Campbellel, átadva neki az Andyvel és Laurennel kapcsolatos információkat a segítségéért cserébe.                                               |     |                                 |                  |                                 |                                       |                  |               |
| 7. | 7.  | Titkosítás (eXtreme measures)   | Stephen Surjik   | Michael Horowitz                | 2017. november 13. 2017. december 5.  | 3,00 millió n.a. | 107           |
| Guerra arra kényszeríti Marcost, hogy segítsen neki egy másik munkában, ezúttal egy rivális drogszállítmányának megsemmisítésében; Lorna és Álmodó követi őt, miután az előbbi rájött, hogy hazudik a hollétéről, és látják, hogy Marcos Guerrával dolgozik. John felkutatja Clarice-t, és felajánlja neki, hogy segít megtalálni az utat, amelyre a portálok megnyíltak, amikor beteg volt. Rájönnek, hogy az út a mutánsok otthonához vezet, ahol gyerekkorában élt, de az már elhagyatott, miután Őrszem Szolgálat-ügynökök megrohamozták az épületet, és megölték a lakóit. A lány beleegyezik, hogy újra csatlakozzon a harchoz. Az ellopott információkból a földalattiak megtudják, hogy Wesnek bűnözői múltja van, ami miatt egy másik földalatti csoporthoz távozott, és hogy Reed apjának köze lehetett Campbell mutánsokat átalakító programjához, amikor a Trask Industriesnál dolgozott. Most Campbell és Jace arra készül, hogy ezeket a Vérebeknel nevezett mutánsokat beépülve az alvilágba küldje. Amikor az Egyesült Államok Igazságügyi Minisztériumának egyik tisztviselője megpróbálja megakadályozni a páros illegális akcióit, az egyik Véreb miatt agyvérzést kap.                              |     |                                 |                  |                                 |                                       |                  |               |
| 8. | 8.  | Elfojtás (threat of eXtinction) | Steven DePaul    | Carly Soteras                   | 2017. november 20. 2017. december 12. | 2,90 millió n.a. | 108           |
| A földalattiak megmentenek egy csoport menekültet, de a köztük lévő telepata, Esme felfedezi, hogy a mutánsok közül az egyik egy Véreb. Utóbbit túszul ejtik, és Esmének sikerül segíteni olvasni a gondolataiban; megtudják, hogy a Trask vállalat ejtette túszul, és a munkájuk során többek között a Kick nevű drogot adták neki. Reed és John meglátogatják Reed elhidegült apját, Ottót, aki korábban a Trasknak dolgozott. Otto elárulja, hogy apja és nagynénje, Andreas és Andrea von Strucker mutáns terroristák voltak. Rendkívül erős képességekkel rendelkeztek, amelyeket átadtak Ottónak; a Trasknál végzett munkája a mutáns X-gén elnyomására összpontosított, és megakadályozta, hogy Reed is kifejlessze ezeket a képességeket. Lauren és Andy most már ugyanazokkal a képességekkel rendelkezik, mint von Struckerék, és ugyanolyan erősekké válhatnak, mint ők, ha az erejüket egyesítik. Campbell és Őrszem Szolgálat-ügynökök érkeznek, hogy kihallgassák Ottót, aki a képességeivel megtámadja őket, hogy megvédje Reedet és Johnt. Otto képes legyőzni Hullám mutáns elnyomását, és egy olyan robbanást szabadít fel, amely megsebesíti Campbellt és megöli Hullámot.                           |     |                                 |                  |                                 |                                       |                  |               |
| 9. | 9.  | Vékony jég (outfoX)             | Liz Friedlander  | Brad Marques                    | 2017. december 4. 2017. december 19.  | 2,81 millió n.a. | 109           |
| Reed mesél a családjának a mutáns múltjáról, valamint a von Struckerekről és terrorista tevékenységükről. Ő és Caitlin tesztelik Andyt és Laurent, hogy képesek-e olyan erősekké válni, mint az ikrek; kézen fogva a páros érzi az erőt, hogy elpusztítsa az egész épületet, és csak az állítja meg őket, hogy Reed szétválasztja őket. Esme kétségbeesetten próbálja megmenteni a családját Trask elől, és a képességeit arra használja, hogy manipulálja a többieket, hogy beleegyezzenek a támadási tervbe: Clarice, Álmodó és a Struckerek kiiktatják a Trask létesítményt támogató erőművet, amelyet aztán ő, Lorna, Marcos és John megtámadhatnak. Jace ezt előre látja, és megszervez egy nem hivatalos Őrszem Szolgálat-rohamosztagot, hogy megrohamozzák az erőművet, mielőtt azt hatástalanítani tudnák. Clarice-t és Álmodót elfogják, miközben megpróbálják lehetővé tenni Andy és Lauren számára a menekülést, miközben Reed és Caitlin rémülten nézi a kinti furgonból. Az alagsorban rekedve Andy és Lauren összefognak, de Andy megakadályozza, hogy használják egyesített képességeiket, mielőtt megölnék az épület összes lakóját. Feladják magukat az Őrszem Szolgálatnak.                           |     |                                 |                  |                                 |                                       |                  |               |
| 10. | 10. | A lányom nevében (eXploited)    | Craig Siebels    | Jim Campolongo                  | 2017. december 11. 2018. január 2.    | 2,78 millió n.a. | 110           |
| Lorna azonnal meg akarja támadni az Őrszem Szolgálatot, de Reed és Caitlin egy olyan diplomáciai megoldás mellett érvel, amely nem veszélyezteti a gyerekeiket, és esetleg Reed régi kapcsolataihoz fordul Traskkal és a Véreb programmal kapcsolatban. Esme titokban beszél Reeddel és Caitlinnel, és azt javasolja, hogy menjenek Jace-hez, és reméljék, hogy a jobbik természete győzedelmeskedik. Amikor Esme elmondja a többi mutánsnak, hogy mit szándékozik tenni a pár, azok támadásra készülnek. A Trask vállalatnál a súlyosan sebhelyes Campbell arra kényszeríti Andyt és Laurent, hogy demonstrálják egyesített erejüket Álmodó megölésével, és képesek behorpasztani egy látszólag "elpusztíthatatlan" adamantiumfalat. Miután szembesül a Struckerekkel, Jace azt tervezi, hogy letartóztatja őket, de a felesége meggyőzi, hogy ne tegye. Jace elmegy Traskhoz, hogy a mutánsokat visszaszállítsa az Őrszem Szolgálathoz. A mutánsok ezt az alkalmat kihasználva támadnak, de Esme elárulja őket. Ráveszi az őröket, hogy öljék meg egymást és saját magukat, és szabadon engedi egypetéjű nővéreit, Phoebe-t és Sophie Frostot, akik ugyanolyan képességekkel rendelkeznek, mint ő maga.               |     |                                 |                  |                                 |                                       |                  |               |
| 11. | 11. | Az ajánlat (3 X 1)              | David Straiton   | Melinda Hsu Taylor              | 2018. január 1. 2018. január 9.       | 2,54 millió n.a. | 111           |
| A Frost nővérek a földalattiakhoz fordulnak segítségért, hogy megállítsák a Véreb-programot, bár ezt azért teszik, hogy támogassák saját programjukat, a Pokoltűz Klub újjáépítését. Az alvilági tagok elutasítják, Reed és Caitlin pedig úgy döntenek, hogy Mexikóba viszik a családjukat. Útközben megállnak egy másik menekültbázison, ahol újra találkoznak Wes-szel. Az egyik nővér meglátogatja Andyt, és arra kéri, hogy gondolja át a távozását. Egy másik meglátogatja Lornát, és a titokzatos szülőatyjáról – aki egykor a Pokoltűz Klubot vezette – és a meg nem született gyermekéről szóló tudását felhasználva megpróbálja manipulálni őt, hogy segítsen nekik. Jace és Campbell támadást indít Struckerék tartózkodási helye ellen, olyan kopókkal, akik képesek kombinálni képességeiket a Laurentől és Andytől kifejlesztett technológiával, hogy megkezdjék az épület lerombolását és a mutánsok letartóztatását. Lorna, Clarice, Marcos és John megérkezik, hogy megmentse őket, de csak a nővérek közbelépésének köszönhetően sikerül sikeresen elmenekülniük. Az alvilág hivatalosan is társul a Pokoltűz Klubbal, nem tudván, hogy a nővérek elárulták az Őrszem Szolgálatnak a bázis helyét.     |     |                                 |                  |                                 |                                       |                  |               |
| 12. | 12. | Családfa (eXtraction)           | Scott Peters     | Michael Horowitz                | 2018. január 15. 2018. január 16.     | 3,42 millió n.a. | 112           |
| Lorna, Marcos, John és Clarice csatlakozik a Frost nővérekhez egy menedékházban, ahol Esmé elmagyarázza, hogy amikor az X-Men az eltűnésük előtt létrehozta az alvilágot, a rivális csoportjuk, a Testvériség a saját eltűnésük előtt létrehozta az új Pokoltűz Klubot. Campbell találkozik a mutánsellenes Montez szenátorral a Ma Emberisége konferencián, ahol beszámol az X-gén kiirtásáért folytatott harcban elért eredményeiről; Montez beleegyezik, hogy politikai támogatást adjon a Véreb program kiterjesztéséhez, hogy azt az egész országban alkalmazzák. Eközben az Őrszem Szolgálat-ügynökök további információkat keresnek Otto kutatásairól. Megtudva, hogy Ellen után mennek, Struckerék elmennek az irodájába, és ráveszik, hogy bujkáljon. Andy és Lauren nem értenek egyet abban, hogy mekkora erőt kell alkalmazniuk, amikor feltartóztatják az érkező Őrszem Szolgálaz-ügynököket. Ellen megadja nekik Otto kutatási partnerének, Madeline Rismannak a nevét, mielőtt távozik. A földalatti mutánsok a Frost nővérekkel együtt beszivárognak a konferenciára, hogy elrabolják Campbellt, de elmenekülnek, amikor az Őrszem Szolgálat-erők megérkezése előtt gyerekeket használ emberi pajzsként. |     |                                 |                  |                                 |                                       |                  |               |
| 13. | 13. | Orgyilkos (X-roads)             | Stephen Surjik   | Matt Nix & Jim Garvey           | 2018. január 15. 2018. január 16.     | 3,42 millió n.a. | 113           |
| Négy évvel korábban Lornát egy elmegyógyintézetben felkereste Evangeline Whedon ügyvédnő, aki az X-Men nevében beszervezte őt az alvilágba. Most Campbell és Montez Washingtonba repül. A Frost nővérek meggyőzik Lornát, hogy vállalja fel örökségét, és állítsa meg őket. Jace egy új Vérebbel követi Struckeréket az alvilágiak főhadiszállásáig, és ostrom alá veszi azt. Reed vezeti az épület védelmét a néhány megmaradt harcossal, míg Caitlin felügyeli az evakuálást egy menekülőalagúton keresztül. Amikor a Vérebek betörnek az épületbe, Andy és Lauren hátramarad, hogy az utolsó földalattiak is elmenekülhessenek. Képességeiket egyesítve felbomlasztják az egész épületet és a benne lévő Vérebeket. Eközben Lorna elpusztítja a repülőgépet, amelyben Campbell és Montez tartózkodik. Az elégedetlen és legyőzött Jace felmond, amikor felettesei az Őrszem Szolgálatnál megpróbálják őt bűnbakként beállítani. Az alvilág újra összeáll a Nashville-ben, ahová Lorna és Frosték érkeznek, hogy újoncokat keressenek a Pokoltűz Klub számára. Többen úgy döntenek, hogy csatlakoznak hozzájuk, köztük Andy is, a családja kérése ellenére.                                                           |     |                                 |                  |                                 |                                       |                  |               |

### Második évad (2018-2019)
| Sor. | Év. | Cím                                | Rendező               | Író                              | Premier                               | Nézettség        | Gyártási szám |
| --- | --- | ---------------------------------- | --------------------- | -------------------------------- | ------------------------------------- | ---------------- | ------------- |
| 11. | 1.  | Hajnal (Emergence)                 | Robert Duncan McNeill | Matt Nix                         | 2018. szeptember 25. 2020. október 1. | 2,56 millió n.a. | 201           |
| Miután Lorna és Andy mutánsokat toborzott a Pokoltűz Klub "Belső Körébe", Reeva Payge puccsot hajt végre, és átveszi a szervezet irányítását. Hat hónappal később Washington D.C.-ben az új Belső Kör megvásárol egy nagy lőszergyárat, amit kiürítenek, hogy Polarisnak legyen hol biztonságban szülnie. A Mutáns Alvilág azon dolgozik, hogy megmentse a veszélyeztetett mutánsokat az Őrszem Szolgálat nevű kormányzati ügynökségtől. Marcos Diaz, Polaris gyermekének apja és Andy anyja, Caitlin megpróbál információkat szerezni a Belső Körről a mutáns hacker Drótot; de csak hatalmas forrásaikról és hatalmukról szereznek tudomást. Caitlin férje, Reed és lánya, Lauren készen áll arra, hogy abbahagyja Andy keresését, és Reedet is aggasztja, hogy lappangó mutáns képességei megnyilvánulnak. Amikor Polaris szülni kezd, az ereje elektromos zavarokat okoz az egész városban, és az Alvilág sikertelenül próbálja követni őket a lányhoz. A Frost nővérek látomást adnak Polarisnak arról a jövőről, amit a gyermeke számára szeretne, és lehetővé teszik számára, hogy megszülje a kis Dawnt. |     |                                    |                       |                                  |                                       |                  |               |
| 12. | 2.  | Pezsgő (unMoored)                  | Steven DePaul         | Rashad Raisani                   | 2018. október 2. 2020. október 1.     | 2,25 millió n.a. | 202           |
| Három évvel korábban Evangeline Whedon beszervezi John Proudstart, hogy vezesse a Földalatti Mutánsok atlantai állomását. A jelenben Evangeline nem hajlandó felvenni a harcot a Belső Körrel, de megadja Viharmadár egy mutáns, Erg tartózkodási helyét, aki talán többet tud. Caitlin és Reed továbbra is vitatkoznak Andy miatt, miközben Lauren elárulja az apjának, hogy neki is van egy traumája, amiért tizenöt embert ölt meg Atlantában. Eközben Jace Turner megpróbál ügyvédként dolgozni, de még mindig a mutánsok megszállottja, mielőtt közli a feleségével, hogy tovább tud lépni. Andynek és Laurennek közös álmai vannak, amelyek zavarják a férfi edzését. Miközben Reeva és a Frostok megölnek minden embert, akinek köze van Dawn születéséhez, Reeva fontolóra veszi, hogy megöli Andyt, amiért megpróbált kapcsolatba lépni a családjával, de ehelyett arra motiválja, hogy befejezze a kiképzést. Polaris felfedezi, hogy a kis Dawn nagyon beteg. |     |                                    |                       |                                  |                                       |                  |               |
| 13. | 3.  | Csörgő (CoMplications)             | Michael Goi           | Michael Horowitz                 | 2018. október 9. 2020. október 1.     | 2,06 millió n.a. | 203           |
| Hat évvel ezelőtt Marcos haldokló apja elutasítja fiát, mert az mutáns volt. A jelenben Frosték elrabolják, hogy meggyógyítsák a kis Dawn sárgaságát. Amikor Lauren és Reed visszatérnek az ellátmányból, Reed ereje megnyilvánul, megolvasztja a kormányt, és balesetet okoz. Jace Turner a felesége által elmondottak ellenére Washingtonba megy, és ellenőrzi a helyszínt, ahol megpillantja Struckeréket, és rájön, hogy nem haltak meg, ahogy a hatóságok hiszik. A rendőrség nem hajlandó meghallgatni, mert elbocsátották az Őrszem Szolgálatból. Marcos képes meggyógyítani a lányát. Rövid időre legyőzi a Frostok telepátiáját, hogy megpróbáljon harcolni a családjáért, de Reeva lefegyverzi, és eltávolítja a Belső Kör főhadiszállásáról. Johnny és Clarice Erg csoportját, a Morlockokat keresik a csatornákban. Erg elmondja Clarice-nak, hogy a mutánsok odalent élnek, távol mindenki mástól. Erg információkat ajánl fel, ha Clarice beleegyezik, hogy a felszínen a kémje legyen. Reed bevallja Caitlinnek a képességeit, ami a Belső Körről szóló információikat is felolvasztja. Clarice rájön, hogy Frosték az Egészségügyi Minisztériumban kutakodtak. Marcos bosszút esküdve tér vissza, miközben Reeva felkészül tervei következő fázisára. |     |                                    |                       |                                  |                                       |                  |               |
| 14. | 4.  | Elmegyógyintézet (OutMatched)      | Deran Sarafian        | Marta Gené Camps                 | 2018. október 16. 2020. október 1.    | 1,93 millió n.a. | 204           |
| 16 évvel ezelőtt Caitlin nem hajlandó megszakítani Andy terhességét, annak ellenére, hogy az mindkettőjük számára nagy kockázatot jelent. A jelenben a Földalattiak, akik ismét egy hacker segítségét kérik, felfedezik, hogy Frosték megölték Drótot. A Földalattiak elrabolják a testvérét, Ábra, aki nem hajlandó segíteni nekik, amíg Caitlin ki nem használja a Kick-függőségét. Ábra felfedezi, hogy a Belső Kör egy régi elmegyógyintézetet támad, ahol évekkel ezelőtt Lornát tartották fogva. Lauren, Marcos, Johnny és Clarice elindul, hogy megállítsa őket. Amikor Zsálya megakadályozza Ábra hackelését, Caitlin még több Kick-et ad neki, ami majdnem halálos túladagolást okoz. Az intézményben Johnny és Clarice szembeszáll Lorna-val, aki elengedi a többi beteget, hogy fedezze a szökését. Amikor a Belső Kör megpróbál megszökni egy beteggel, Marcos és Lauren megakadályozza őket. Andy visszautasítja a nővérét. A szülei összetörnek, és Reed ereje erőszakosan újra megnyilvánul. A televízióban a kórház személyzete bevallja, hogy embertelenül bánt a betegekkel, és a támadást a mutánsok jogaiért való kiállásnak tekintik. Jace-t elhagyja a felesége, mert nem hajlandó továbblépni. Jace-t ezután megkörnyékezik a Purgálók, akikhez csatlakozik, miután látta a kórházi incidensről szóló híreket.                                                                                |     |                                    |                       |                                  |                                       |                  |               |
| 15. | 5.  | A jel (AfterMath)                  | Scott Peters          | Melissa R. Byer & Treena Hancock | 2018. október 30. 2020. október 1.    | 1,96 millió n.a. | 205           |
| 12 évvel ezelőtt az újonc rendőr Jace-nek nem tetszik, hogy társa zaklat egy mutánst, de belemegy a dologba. A jelenben azt javasolja, hogy a Purgálók nyerjék meg a közvéleményt azzal, hogy begyűjtik az elmegyógyintézetből megszökött szökevény mutánsokat. A klinikán Caitlin és Johnny kezeli a kórházból megszökötteket és Laurent, aki kétségbeesett Andy miatt. Amikor a Purgálók támadnak, kénytelenek hagyni, hogy egy mutáns meghaljon, hogy rejtve maradjanak, mielőtt a Purgálók elmenekülnek a közeledő rendőrök elől. Jace néhány aktát ellopva újabb tervvel áll elő. Eközben a Belső Kör felkészíti az új mutánsukat, Rebeccát a terveikben betöltött szerepére, de ő nem reagál. Andy elviszi őt, hogy évek óta először megízlelje a szabadságot, mivel ő volt a klinika legveszélyesebb betege. Megmutatja Andynek, hogy képes kifordítani a dolgokat, és együtt rombolnak le egy rendőrautót, majd visszatérésükkor csókolóznak. Clarice elviszi a többi beteget, hogy a morlockok közé bújjon. Erg azzal a feltétellel viszi el őket, hogy egy "M" jelet égetnek az arcukba, undorító Marcos. Erg arra is bátorítja "Blink"-et, hogy ne rejtegesse, ki ő, ahogyan a Mutáns Alvilágban is teszi. |     |                                    |                       |                                  |                                       |                  |               |
| 16. | 6.  | öntöttvas (IMprint)                | Michael Goi           | Dawn Kamoche & Ariella Blejer    | 2018. november 6. 2020. október 1.    | 2,31 millió n.a. | 206           |
| Jace rájön, hogy a Mutáns Alvilágnak van egy bázisa Baltimore-ban. Elküldi a Purgálókat, hogy bombázzanak le egy templomot, hogy kiűzzék az embereket. Reed, Clarice, Marcos és Johnny elmennek segíteni, és újra találkoznak néhány atlantai mutánssal, köztük Zúzóval és Pedróval. A Purgálók megtámadják, és átadják Pedrót az Őrszem Szolgálatnak. Jace a támadás során megöli Zúzót. Reed megolvaszt egy falat, hogy a többiek elmenekülhessenek, de aztán nem tudja kikapcsolni az erejét. Lauren és Caitlin az elmegyógyintézet egykori orvosát követik, és megtudják, hogy Rebecca arra használta az erejét, hogy megölje a családját, kifordítva a koponyájukat. Lorna egyre frusztráltabb, hogy Reeva titkolja a tervet, ezért Esmé megmutatja neki a bankot, amit meg akarnak támadni, és amiben van mutánsérzékelő technológia. Lorna látszólag kedveli Esmét, de megtámadja, amikor rájön, hogy Esmé a kis Dawn elméjében volt. Esmé bocsánatot kér, és elárulja, hogy ő és a testvérei ötös klónok voltak, amelyeket fegyverként hoztak létre. Ők 13 évesen megölték a kezelőiket, de a másik két nővért, Celeste-et és Mindee-t megölték - amit a túlélő hármasikrek megéreztek. Esme megesküszik, hogy megvédi Lornát és Dawnt, így Lorna a Belső Körrel marad. |     |                                    |                       |                                  |                                       |                  |               |
| 17. | 7.  | Jégcsákány (No Mercy)              | Nina Lopez-Corrado    | Brad Marques                     | 2018. november 13. 2020. október 1.   | 1,89 millió n.a. | 207           |
| Nyolc évvel ezelőtt Reeva azt akarja, hogy a helyi mutáns közösség együttműködjön az emberekkel, de mutáns barátját a szeme láttára ölik meg emberi rasszisták. A jelenben egy banki alkalmazottal randizik, akit őszintén kedvel, annak ellenére, hogy a terv részeként használja fel. A Belső Kör megtámadja a bankot, azt ígérve, hogy senkinek sem esik bántódása, ha együttműködnek. Miközben lecsapolják a pénzüket, Frosték arra kényszerítik az alkalmazottakat, hogy vallják be a mutánsok üldözését, és vigyenek el valamit a páncélszekrényből. Kifelé menet Rebecca, aki meg akarja büntetni az embereket, boldogan megöli az összes alkalmazottat; még Reevát is elborzasztja. A Mutáns Alvilág Reedet az immár elhagyatott klinikára költözteti, ahol Caitlin meggyőzi, hogy keresse fel apja régi asszisztensét, Madeline-t. Marcos és Johnny szembesítik Clarice-t azzal, hogy Ergnek dolgozik, amit a lány be is ismer, azzal érvelve, hogy a Morlockoknak van egy tervük a mutánsok megsegítésére, míg az Alvilág egy káosz, amelynek nincs jövőképe. Jace találkozik Benedict Ryan televíziós riporterrel, aki azt akarja, hogy Jace leplezze le az Őrszem Szolgálat hazugságait. A férfi először visszautasítja, de miután hall a banki incidensről, meggyőzi. |     |                                    |                       |                                  |                                       |                  |               |
| 18. | 8.  | Olajos hordó (The dreaM)           | Robert Duncan McNeill | Carly Soteras                    | 2018. november 27. 2020. október 1.   | 2,17 millió n.a. | 208           |
| A múltban kiderül, hogy Lorna lázadó tinédzser volt, aki a nagynénjénél élt, és soha nem tudott beszélni a vér szerinti apjáról, aki csak egy medált hagyott rá. Rebecca a bankból való menekülés közben elhagyja a Belső Kört. Mivel a mutánsellenes támadások egyre gyakoribbak, Lorna aggódik Dawn biztonságáért. Esme egy svájci mutánsiskolát javasol. Lorna hagyja, hogy a kétségbeesett Marcos elbúcsúzzon Dawntól; de valójában a nagynénjéhez viszi, mert rájön, hogy a saját apja is ugyanezt tette, hogy biztonságban legyen. Lorna a medálból sisakot készít magának. Amikor Johnny és Clarice megpróbálnak a Belső Kör nyomára bukkanni, Rebecca elmondja nekik, hogy a Regimen nevű technológiai cég után kutattak. Rebeccát később Fade elfogja. Struckerék találkoznak Madeline-nel, aki képes átmenetileg stabilizálni Reed erejét, de tanulmányozni akarja Laurent, hogy gyógymódot készítsen; amit eddig minden mutáns esetében megtett, aki hozzá fordult. Asszisztense, Noah, aki az ő irányítása alatt kapta meg a rezgőerejét, meggyőzi Laurent, hogy lehet normális élete. A lány azonban elborzad, amikor megtudja, hogy Madeline minden mutánst meg akar gyógyítani, és hogy a bátyja, Matthew alapította a Purgálókat. |     |                                    |                       |                                  |                                       |                  |               |
| 19. | 9.  | Acélbetét (GaMe changer)           | Allison Liddi-Brown   | Melinda Hsu Taylor               | 2018. december 4. 2020. október 1.    | 2,02 millió n.a. | 209           |
| Egy évvel ezelőtt Rebecca szülei beadták őt az Őrszem Szolgálatnak. A jelenben Andy nem ért egyet azzal, hogy Reeva bebörtönzi Rebeccát, ahogy az emberek tették. Elhatározza, hogy kiszabadítja Rebeccát és elmenekül, de a nő ehelyett meg akarja ölni az egész Belső Kört. Andy véletlenül megöli őt, miközben meghiúsítja a támadást. Johnny, Marcos és Clarice elrabolnak egy elemzőt a Regimenből. Clarice elhagyja Johnt, miután a Belső Kör megállításának megszállottsága miatt hajtóvadászat indul a környéken élő összes mutáns ellen. Az elemző elárulja, hogy a Regimen irányítja az ország összes mutáns börtöngallérját. Fade megérkezik, és Reeva parancsára megöli az elemzőt, de Johnny és Marcos elfogja. A Purgálók rájuk talál, ezért Johnny hátramarad, hogy Marcos és Fade elmenekülhessen, ami ahhoz vezet, hogy Jace elfogja őt. Lauren meggyőzi a szüleit, hogy semmisítsék meg Madeline kutatásait, miközben Madeline maga fedezi fel, hogy Lauren DNS-ében az X-gén két törzse is megtalálható. Ő és Noah megállítják Struckeréket, de miután az előbbi azt mondja, hogy mutánsoknak, köztük az utóbbinak és Laurennek sem kellett volna megszületniük, Noah ellene fordul, és megsemmisíti a kutatását, hogy Struckerék elmenekülhessenek. Lorna és Andy elpusztítják a Regimen szervereit, kiszabadítva ezzel az ország összes bebörtönzött mutánsát.                                  |     |                                    |                       |                                  |                                       |                  |               |
| 20. | 10. | Mágneses golyó (EneMy of My eneMy) | Gregory Prange        | Michael Horowitz                 | 2019. január 1. 2020. október 1.      | 1,73 millió n.a. | 210           |
| Három évvel ezelőtt Marcos, Lorna és Johnny megígérik, hogy ott lesznek egymásnak mindig. A jelenben, miközben Jace kihallgatja Johnnyt a táborban, a Mutáns Alvilág vonakodva kéri Lorna segítségét a Belső Kör megmentésében. Lorna és Andy megtalálják a tábort, és csatlakoznak a Földalattihoz, hogy segítsenek. Andy szülei örömmel látják őt, és mesélnek neki Reed erejéről, bár Lauren nem bízik benne. Jace úgy véli, hogy az Földalattiak állnak a mutánslázadás mögött, de elgondolkodik Johnny állításán, miszerint Andy és Lorna a megalapozatlan Belső Körhöz távozott - egészen addig, amíg meg nem látja, hogy Lorna és Marcos együtt támadják meg a tábort. Mivel azt hiszi, hogy Johnny hazudott, feldühödik, és többször is rálő egy sörétes puskával. Jace elmenekül, mielőtt Clarice, Andy és Lauren megérkezik, hogy megmentse Johnnyt. A táborból kifelé menet Andy örömét leli abban, hogy megkínoz egy Purgálót, aki megpróbálta lelőni Laurent. Caitlin elhatározza, hogy el kell pusztítaniuk a Belső Kört, hogy visszaszerezzék őt. Lorna búcsúcsókot ad Marcosnak, de azt állítja, hogy ez semmin sem változtat közöttük. Clarice megerősíti a sebesült Johnny iránti szerelmét. A Strucker testvérek külön-külön edzenek, hogy növeljék az erejüket. |     |                                    |                       |                                  |                                       |                  |               |
| 21. | 11. | Rémkirály (MeMento)                | Maggie Kiley          | Jim Garvey                       | 2019. január 8. 2020. október 1.      | 2,07 millió n.a. | 211           |
| 1985-ben, Andreas a nővére halála után megváltoztatja a zenedobozt, és valamit hátrahagy, miután megöl egy boltost egy motoros karddal. A jelenben Reeva új újoncokat gyűjt a Belső Körbe, de szadista múltjuk rádöbbenti Lornát, hogy meg kell állítani. Lauren a Von Struckereket tanulmányozza, Andrea haláláról álmodik, és az ő erejét tükrözve vágókorongokká változtatja a lövéseit. Caitlin helyesli ezt, mint a Belső Kör felszámolásának eszközét, bár Reed felháborodik, amikor Lauren kockáztatja, hogy lelepleződik, hogy elterelje a házuknál megjelenő rendőrök figyelmét. Lauren később megfélemlíti a főbérlőt az erejével, miután a zenedobozban hajmintákat talál mindkét eredeti Fenristől. Benedict elküldi a Purgálókat, hogy hatoljanak be egy ifjúsági szállásra, ahol állítólag mutánsok élnek. Jace ugyan bűnbánónak tűnik, de eltussolja, hogy társa hidegvérrel megölt egy mutáns tinédzsert. A médiában hősként tekintenek rá, de nem tud szembenézni a volt feleségével. Marcos és Clarice egy tipp miatt keresi Erget. Lorna és Marcos újra egy párt alkotnak. Evangeline felhívja Johnnyt, hogy gyűjtse össze a mutáns alvilágot. A tipp után nyomozva Lorna és Marcos látja, hogy Reeva találkozik Benedict-tel. |     |                                    |                       |                                  |                                       |                  |               |
| 22. | 12. | Kukoricapehely ragasztóval (HoMe)  | Dawn Wilkinson        | Marta Gené Camps                 | 2019. január 15. 2020. október 1.     | 1,59 millió n.a. | 212           |
| 14 évvel ezelőtt Clarice és mostoha testvére, Lilly elmenekülnek bántalmazó nevelőapjuk elől, de Lilly visszamegy, hogy megmentse a többi nevelt gyermeket, és megölik. A jelenben Evangeline megérkezik, és kiderül, hogy Lorna a kémjük. Ráveszi Erget, hogy jöjjön el a Földalatti találkozóra; felidézi, hogyan alapították és vezették együtt a Mutáns Földalatti szervezetet, amíg egy emberi szövetségesük el nem árulta őket, ami miatt elment, hogy megalakítsa a Morlockokat. A Belső Kör újoncai küldetést kapnak, hogy megöljék Evangeline-t és a többi földalatti vezetőt. Lorna figyelmeztetése ellenére Johnny és társai elkésnek, hogy megmentsék őket. Mivel Johnny elhatározza, hogy tovább harcol, Clarice könnyes szemmel távozik, hogy csatlakozzon a Morlockokhoz. Caitlin és Lauren felkeresi Caitlin bátyját, Dannyt, hogy a kormány információit kérje a Purgálókról és Reeváról. A férfi csak annyit tud mondani nekik, hogy a kormány kompromittálódott, mielőtt Laurennek le kell győznie az Őrszem Szolgálat-ügynököket, hogy ő és Caitlin elmenekülhessenek. A Frostok felfedezik a mentális kapcsolatot Andy és Lauren között, és meggyőzik őt, hogy megpróbálja meggyőzni Laurent, hogy csatlakozzon hozzájuk, mondván, hogy ezzel megmenti a családját; elrejtve szándékukat, hogy növeljék a Belső Kör hatalmát.                                                                   |     |                                    |                       |                                  |                                       |                  |               |
| 23. | 13. | Fénylő vér (TeMpted)               | Jonathan Frakes       | Melissa R. Byer & Treena Hancock | 2019. január 22. 2020. október 1.     | 1,82 millió n.a. | 213           |
| Hat évvel ezelőtt Erg beleszeret egy emberi nőbe, de az Őrszem Szolgálat elfogja, és elárulja Evangeline-t és a Földalattiakat. Erg elküldi a nőt, és megfogadja, hogy soha többé nem bízik emberben. A jelenben egy Glow nevű morlockot lelőnek egy utánpótlási út során. Mivel a lány képességei hasonlítanak Marcoséhoz, Clarice a csatornába viszi őt és Caitlint, hogy megmentsék Glow életét. Erg nem bízik Caitlinben, de elkíséri őt és Clarice-t az orvosi ellátmányért. A Purgálók megtámadják, de hárman visszavágnak, és elmenekülnek. Megmentik Glow-t és Erg elfogadja Caitlint. A Frostok Andy segítségével elérik Laurent álmában, aki úgy dönt, hogy beadja a derekát, de Johnny és Reed a nyomára bukkan. Reed bevallja, hogy ő is érzi a családjuk hatalmának csábítását. Lauren beleegyezik, hogy visszatérjen, és beveszi a szérumot, hogy elnyomja az erejét, és elvágja a kapcsolatot Andyvel. Eközben Lorna rájön, hogy a Belső Kör újoncai kormányzati épületeket vesznek célba. Lorna Marcost az újonc Max után küldi, aminek az a vége, hogy Marcost lelővik, mielőtt Max autója felrobban. |     |                                    |                       |                                  |                                       |                  |               |
| 24. | 14. | Nullák és egyesek (calaMity)       | Stephen Surjik        | Jason Lazarcheck                 | 2019. február 12. 2020. október 1.    | 1,60 millió n.a. | 214           |
| Négy évvel ezelőtt Benedict sikertelen rádiós műsorvezetőként küzd, de Reeva megígéri, hogy híressé teszi. A jelenben a nő elküldi Jace Purgálóit, hogy támadják meg a morlockokat a csatornában. Bár a morlockok megölnek néhány Purgálót, Jace átvezeti a csapatát, és megöli a morlockok harcosait. Clarice segítséget kér a csatornák kiürítéséhez. Lauren és Reed úgy döntenek, hogy nem veszik be a szérumot, és szembenéznek az erejükkel. Miközben a rendőrség közeledik a kiürített morlockokhoz, Caitlin átlövi magát a rendőrségi blokádon, hogy elmeneküljön. Clarice-nak a csatornában kell maradnia, hogy mindenkit kijuttasson. Miközben Erggel megment egy mutáns lányt, Clarice-t Jace meglövi, és a portál bezárul John előtt. Jace megdöbbenve tapasztalja, hogy gyerekeket támadtak meg. Amikor a Belső Kör rájön, hogy Max meghalt, Reeva lezárja a főhadiszállásukat, hogy megtalálják a kémet. Mivel Lorna Zsálya jelszavával kémkedett Max után, Zsályát hibáztatják a haláláért. Mivel Zsálya agya immunis a telepátiájukra, a Frostok nem tudják megállapítani a lány bűnösségét vagy ártatlanságát, és Reeva – meggyőződve arról, hogy Zsálya a kém – megöli őt. |     |                                    |                       |                                  |                                       |                  |               |
| 25. | 15. | Hegek (Monsters)                   | Scott Peters          | Carly Soteras                    | 2019. február 19. 2020. október 1.    | 1,61 millió n.a. | 215           |
| Két hónappal ezelőtt Clarice nem hiszi, hogy megérdemli a boldogságot a múltja miatt; John szerint mindenki megérdemli a megváltást, még Lorna és Andy is. A jelenben John látta, ahogy a lány beleesik egy portálba, és nem biztos benne, hogy túlélte. Miközben Jace feldolgozza, amit tett, társa, Ted megtalálja Reedet. Reed ereje aktiválódik, és megöli Tedet. Caitlin és Lauren egy elhagyatott épületben húzódnak meg, amikor utóbbi ereje visszatér. Reed és Marcos megmentik őket. Reeva elkészíti a tervét; ő és Andy a csatornán keresztül megtámadják az Őrszem Szolgálat főhadiszállást, Lorna leállítja a kommunikációt, Frosték telepatikusan ráerőltetik a mutáns haza gondolatát, mint megoldást, a többiek pedig lerombolják a kormányépületeket. Lorna elmondja Andynek, hogy Reeva és Benedict megszervezi a támadást a morlockok ellen, hogy kiürítsék a csatornákat. Andy nem hiszi, hogy visszatérhet az Alvilágba; meg van győződve arról, hogy ő egy szörnyeteg. Reed, aki együtt érez Andyvel, bevallja, hogy dühből megölte Tedet. Jace szembesíti Benedictet, aki közli vele, hogy újabb mutáns támadás közeleg. Andy és Lorna újra egyesül a Mutáns Alvilággal, miközben John Clarice hangját hallja. Amikor megtudja, hogy Andy és Lorna disszidált, Reeva kijelenti, hogy meg fogják őket ölni.                                                                                     |     |                                    |                       |                                  |                                       |                  |               |
| 26. | 16. | oMens                              | Robert Duncan McNeill | Matt Nix                         | 2019. február 26. 2020. október 1.    | 1,61 millió n.a. | 216           |
| Öt évvel ezelőtt, a 7/15-ös incidens után Reed mutáns bűnügyek ügyészévé válik, hogy megvédje a családját. A jelenben Reeva elküldi Jace Purgálóit, hogy támadják meg a Mutáns Alvilágot. A Frostok Fade-dzsel besurrannak, és arra kényszerítik Andyt és Laurent, hogy velük együtt távozzanak. John eltereli a Purgálók figyelmét, így a többiek utánuk mehetnek. Erg megjelenik, és segít Johnnynak, ami lehetőséget ad neki, hogy Jace-t a kegyeibe fogadja. A Frostok arra kényszerítik Andyt és Laurent, hogy elpusztítsák az Őrszem Szolgálat főhadiszállását. Lorna képes beszélni Esmének a barátságukról, ami meggyengíti a Frostok hatalmát, és lehetővé teszi Marcosnak, hogy kiüsse Sophie-t és Phoebe-t, hogy megmentse Andyt és Laurent. Miközben a felnőttek harcolnak a Belső Kör újoncaival, Caitlin megöli Fade-et. Reed szembeszáll Reevával, mire az ellene fordítja a képességét, hogy destabilizálja az amúgy is ingatag erejét – ahogyan ő akarta. Elveszti az önuralmát, és felrobban, mindkettőjüket megöli. Hetekkel később Esme csatlakozik a Földalattiakhoz, és vallomást kényszerít Benedictből. Jace a kórházban marad. Lorna és Marcos újra találkozik Dawnnal. Struckerék Reedet gyászolják. Erg találkozik az Földalattiakkal, és elmondja nekik, hogy a mutánsoknak új vezetésre van szükségük. Clarice megjelenik egy portálból, és kijelenti, hogy mutatni akar nekik valamit. |     |                                    |                       |                                  |                                       |                  |               |